# プニョヴァニ - ベズドルジツェ線
プニョヴァニ～ベズドルジツェ線（チェコ語: Železniční trať Pňovany–Bezdružice）は、チェコ国鉄の鉄道線の名称である。路線番号は177。
プルゼニ - プニョヴァニ間は、1872年に皇帝フランツヨーゼフ鉄道によって開業した。プニョヴァニ - ベズドルジツェ間は、1901年、帝立王立国有鉄道によって開業した。プニョヴァニ以東は、2019年以前の路線番号が170、2020年度が178であった。

## 運行形態
快速以上の種別は178号線の項目を参照。

### 普通
- ブロヴィツェ - プルゼニ - コゾルピ ( - プニョヴァニ )　【平日運行】　※アリヴァ列車による運行
平日のみ、一日6往復の運行。うち1往復に限り、プニョヴァニまで運行する。プルゼニ以東は、4.5往復が190号線に直通する。
過去の運行形態
2020年以前は、190号線との直通列車が2時間に1本運行していた。また、チェコ鉄道の運行であった。
2021年度より、190号線直通が一日4.5往復に削減された。
2024年度より、190号線直通列車を含む一日6往復がアリヴァ列車に移管された。

- ラドニツェ - プルゼニ - ベズドルジツェ　※チェコ鉄道による運行
2時間に1本の運行。プルゼニ以西は176号線に直通する。
2023年度以前はほとんどがプルゼニ止まりで、176号線に直通していなかった。

- プルゼニ - プニョヴァニ - スヴォイシーン　※チェコ鉄道による運行
一日1往復の運行。プニョヴァニ以西は178号線に直通する。

### 過去のダイヤ
2014年以前は、大部分がプニョヴァニで運行系統が分かれていた。また、2014年の夏には、朝の1本が、170号線プルゼニ始発の快速として運行されていた（プニョヴァニ以西は各駅停車）。

## 駅一覧
以下では、チェコ国鉄177号線の駅と営業キロ、停車列車、接続路線などを一覧表で示す。なお、全て各駅停車である。
- 種別
  - IC：超特急「インターシティ」
  - Ex：超特急「エクスプレス」
  - Sp：快速
  - Os：普通
- 停車駅
  - ■印：全列車停車
  - ●印：一部通過
  - ○印：一部停車
  - ｜印：全列車通過

| 路線名 | 駅名                                 | 駅間営業キロ | 累計営業キロ          | 累計営業キロ       | IC | Ex | Sp | Os | 接続路線                                                                          | 所在地     | 所在地       |
| ------ | ------------------------------------ | ------------ | --------------------- | ------------------ | -- | -- | -- | -- | --------------------------------------------------------------------------------- | ---------- | ------------ |
| 177    | プルゼニ本駅                         | -            | プニョヴァニから 23.1 | ウィーンから 349.1 | ■  | ■  | ■  | ■  | 160号線（モスト方面） 170号線（プラハ方面、クラトヴィ方面） 191号線（ブルノ方面） | プルゼニ州 | プルゼニ市   |
| 177    | プルゼニ南郊外駅                     | 1.5          | 21.6                  | 350.6              | ■  | ■  | ■  | ■  | 180号線（ミュンヘン方面）                                                         | プルゼニ州 | プルゼニ市   |
| 177    | プルゼニ・ザドニー・スクヴルニャニ駅 | 3.1          | 18.5                  | 353.7              | ｜ | ｜ | ｜ | ■  |                                                                                   | プルゼニ州 | プルゼニ市   |
| 177    | プルゼニ・プルジミツェ駅             | 1.8          | 16.7                  | 355.5              | ｜ | ｜ | ｜ | ■  |                                                                                   | プルゼニ州 | プルゼニ市   |
| 177    | ヴォホフ駅                           | 2.1          | 14.6                  | 357.6              | ｜ | ｜ | ｜ | ■  |                                                                                   | プルゼニ州 | 北プルゼニ郡 |
| 177    | コゾルピ駅                           | 2.5          | 12.1                  | 360.1              | ｜ | ｜ | ｜ | ■  |                                                                                   | プルゼニ州 | 北プルゼニ郡 |
| 177    | プレシニツェ駅                       | 5.9          | 6.2                   | 366.0              | ｜ | ｜ | ○  | ■  |                                                                                   | プルゼニ州 | 北プルゼニ郡 |
| 177    | プニョヴァニ停留所                   | 3.1          | 3.1                   | 369.1              | ｜ | ｜ | ■  | ■  |                                                                                   | プルゼニ州 | 北プルゼニ郡 |
| 177    | プニョヴァニ駅                       | 3.1          | 0.0                   | 372.2              | ｜ | ｜ | ○  | ■  | 178号線（ヘブ方面）                                                               | プルゼニ州 | 北プルゼニ郡 |
| 177    | ブラホウスティ駅                     | 3.5          | 3.5                   |                    |    |    |    | ■  |                                                                                   | プルゼニ州 | タホフ郡     |
| 177    | トルピースティ駅                     | 3.8          | 7.3                   |                    |    |    |    | ■  |                                                                                   | プルゼニ州 | タホフ郡     |
| 177    | ロムニチカ駅                         | 2.5          | 9.8                   |                    |    |    |    | ■  |                                                                                   | プルゼニ州 | タホフ郡     |
| 177    | ツェビフ駅                           | 2.9          | 12.7                  |                    |    |    |    | ■  |                                                                                   | プルゼニ州 | タホフ郡     |
| 177    | ストラホフ駅                         | 2.8          | 15.5                  |                    |    |    |    | ■  |                                                                                   | プルゼニ州 | タホフ郡     |
| 177    | ブルジェチスラフ駅                   | 3.1          | 18.6                  |                    |    |    |    | ■  |                                                                                   | プルゼニ州 | タホフ郡     |
| 177    | コカシツェ駅                         | 1.7          | 20.3                  |                    |    |    |    | ■  |                                                                                   | プルゼニ州 | タホフ郡     |
| 177    | コンスタンチノヴィ・ラーズニェ駅     | 0.9          | 21.2                  |                    |    |    |    | ■  |                                                                                   | プルゼニ州 | タホフ郡     |
| 177    | ベズドルジツェ駅                     | 2.8          | 24.0                  |                    |    |    |    | ■  |                                                                                   | プルゼニ州 | タホフ郡     |